# Isinofret
Isinofret (anche Isetnofret, Isisnofret o Isitnofret; ... – Fayyum, ...; fl. XIII secolo a.C.) è stata una regina egizia della XIX dinastia, una "Grande sposa reale" del faraone Ramses II.
I nomi dei suoi genitori non sono trascritti in nessun documento, ciò fa ritenere che sia stata probabilmente di umili origini. Secondo alcuni studiosi ella sposò Ramses nel 3º o 4º anno di regno e dunque possiamo datare la sua nascita verso gli anni di regno di Ramses I o di Horemheb.
|                |        |     |     |
| \| \| \| \| \| |        |     |     |
|                |        |     |     |
| st             | t · H8 | nfr | r&t |

| st | t · H8 | nfr | r&t |

|                |        |     |     |
| \| \| \| \| \| |        |     |     |
|                |        |     |     |
| st             | t · H8 | nfr | r&t |

| st | t · H8 | nfr | r&t |

Isinofret
Nei primi anni di regno rimase comunque all'ombra della "Grande sposa reale", Nefertari, prediletta da Ramses II. Partorì al marito almeno cinque figli: Ramses, Khaemuaset (che divenne sommo sacerdote del dio Ptah), Bintanath (che divenne grande sposa reale verso il 25º anno di regno del padre), Isinofret II e Merenptah (il futuro faraone).
Non possediamo molte statue raffiguranti la regina Isinofret, e quelle che possediamo vennero costruite e conservate dal figlio di questa, Khaemuaset. Ricordiamo ad esempio un monumento di famiglia, ritrovato a Gebel Silsila, che rappresenta la Grande sposa mentre presenta al marito i suoi quattro figli.
La regina si ritirò nell'harem del Fayyum ma tuttora non sappiamo in quale luogo sia stata sepolta Isinofret, benché un testo pervenuto ci testimoni che venne costruita una grande sepoltura in onore di una regina omonima, non necessariamente l'Isinofret moglie di Ramses II.